# Brian Topp
Brian Topp (né le 4 juillet 1960 à Longueuil) est un syndicaliste et homme politique canadien. Il a été président du Nouveau Parti démocratique et président de l'ACTRA, un syndicat qui représente les acteurs de la radio et la télévision canadienne de langue anglaise. Topp est diplômé de l'université McGill. Il est un vétéran de la politique canadienne, ayant commencé à faire campagne pour le NPD au Québec en 1985. Il a aidé Phil Edmonston à devenir le premier membre du parlement élu sous la bannière du NPD au Québec en 1990, et en devient l'assistant à Ottawa. Après avoir été chef de cabinet de Roy Romanow de 1993 à 2000, il retourne à Ottawa où il coordonne la campagne électorale du NPD en 2006 et 2008. En 2011, il fut conseiller personnel de Jack Layton et a été élu président du NPD. Après la mort de Jack Layton, il s'est lancé dans la course à la chefferie du NPD.

## Vie personnelle
Brian Topp est né à Longueuil au Québec en 1960. Sa mère est québécoise francophone et son père est un anglophone québécois. Pendant les années 1970, son père a notamment été à quelques reprises chargé de cours à l’université McGill. En 1993, M. Topp se marie avec Rebecca Elbourne, qui fut candidate pour le NPD au cours d'élections précédentes, tout comme sa mère. Ils ont deux fils. 

## Études et carrière de journaliste
Brian Topp a étudié les sciences sociales au Cégep de 1977 à 1979. Il était l’éditeur du journal de son école et a été élu au conseil d'administration du collège. En 1979, il a entrepris des études en histoire et en science politique à McGill. Il était un rédacteur du journal le McGill Daily. En 1981, à titre de journaliste, il rencontre Bob Rae, alors député du NPD, à qui il pose une question déplacée, provoquant la colère de ce dernier. En 1983, Brian Topp fonde le Studio Apostrophe, une société de design graphique qui a notamment produit le Open City Magazine, une publication qui donnera naissance au journal Mirror de Montréal. 

## Vie politique
Dès 1980, Topp adhéré au NPD afin d'appuyer Ed Broadbent. En 1985 il participe à sa première campagne pour le NPD au cours d'une élection partielle à Montréal. En 1990, il aide Phil Edmonston à devenir le premier membre du parlement élu sous la bannière du NPD au Québec, et en devient l'assistant à Ottawa la même année.
De 1993 à 2000 Brian Topp était le directeur adjoint du cabinet de Roy Romanow, premier ministre de la Saskatchewan. À ce titre, il négocie entre autres un gouvernement de coalition avec les libéraux.
Lors des élections fédérales de 1997 et de 2004, il a dirigé le centre des opérations de campagne du NPD. Lors des élections fédérales de 2006 et de 2008, il a été le directeur de la campagne du NPD au niveau pancanadien. Lors de l’élection du 2011, il était conseiller personnel de Jack Layton. 
Pendant la crise parlementaire de 2008-2009, Brian Topp a, sans succès, participé aux négociations avec les libéraux afin de former un gouvernement de coalition. Il décrit cette épopée dans son récit de cet épisode politique.
En 2011, Brian Topp est élu président de Nouveau Parti démocratique fédéral.  À la suite de la mort de Jack Layton, il démissionne du poste de président afin de se lancer dans la course à la chefferie du NPD.
Il a ainsi annoncé officiellement le 12 septembre 2011 qu’il se lançait dans la course. 

## Appuis
À l'annonce de sa candidature, Topp était accompagné par Françoise Boivin, députée de Gatineau, et Ed Broadbent, ancien chef du NPD. 
Brian Topp est celui qui a reçu l'appui de plus grand nombre d'acteurs important du Nouveau Parti démocratique. Pour en nommer quelques-uns: Alexandre Boulerice, député de Rosemont-La Petite-Patrie; les anciens premiers ministre NPD de la Saskatchewan, Roy Romanow et Lorne Calvert; Carole James, ancienne chef du NPD en Colombie-Britannique. Brian Topp a également reçu l'appui d'un grand nombre de députés provinciaux de cette province, comme Dawn Black qui a également indiqué son appui.

## Positions
Dans la première partie de la course, Topp a publié deux documents de politique. Un sur un régime progressiste de taxation et l'autre sur sa vision de la social-démocratie. 
Le plan fiscal de Brian Topp est, entre autres, de créer un nouveau palier d'imposition pour les salaires de plus de 250,000 $ et de mettre fin aux échappatoires fiscales pour les gains de capitaux et les portefeuilles d'actions.
Brian Topp a également appuyé l'idée d'une solution de deux États pour la question de Palestine.
Le 10 janvier 2012, Topp a publié un troisième document de politique sur les réformes démocratiques. Dans ce document, il propose l'abolition du sénat, la réduction des pouvoirs du premier ministre et des éléments de représentation proportionnelle à la Chambre des communes.